# フランス国鉄CC7100形電気機関車

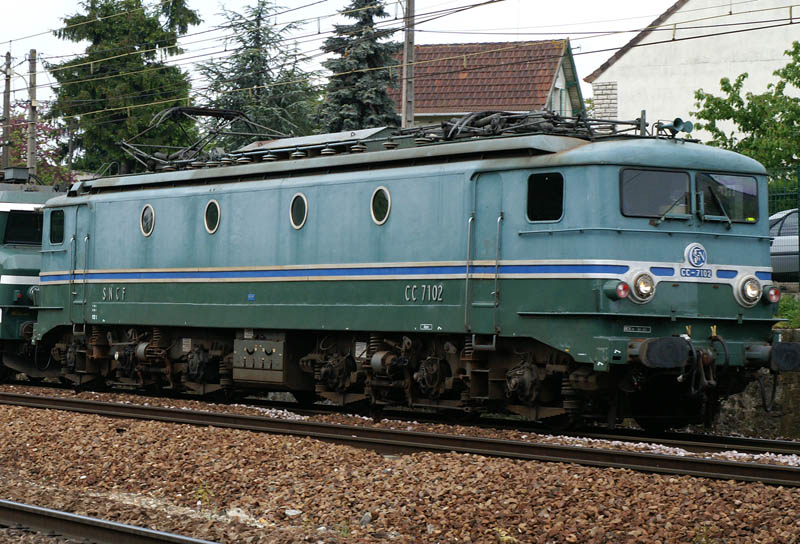
CC7102号機

フランス国鉄CC7100形電気機関車（-こくてつせーせー7100がたでんききかんしゃ）は、フランス国鉄(SNCF)の直流電気機関車である。

## 概要
第二次世界大戦後間もない1949年に、まず試作車としてCC7000形が2両（CC7001，CC7002）製造された。
この試作車を基に、量産機として、CC7100形が1952年～1955年にかけて58両（CC7101～C7158）がアルストムにて製造された。
箱型車体で、前面に細長の2枚窓を有する。腰部に帯を締め、その帯を境に、上下で異なる緑色の濃淡の塗り分けとなっている（後年、帯の色は青色に塗装されている）。側面は4枚の円形窓を特徴とする。集電装置はパンタグラフを2基装備する。
PLM本線（パリ - リヨン間）を中心に、フランス南部の直流電化区間で運用された。当初は急行「ル・ミストラル」を始めとした特急・急行旅客列車を牽引したが、晩年は普通列車や貨物列車の牽引に充当された。モーリエンヌ線（シャンベリ - モダーヌ間）向けの6両は、同線がかつて第三軌条方式（直流1500V）で電化されていたため、架空電車線方式に変更される1976年までは集電靴を装備していた。
1980年代には大規模な更新工事が行われ、その際、スカートの撤去、ヒサシの取り付け、フランス国鉄標準形の前照灯・標識灯への交換などが行われた。
1985年より引退が始まり、2001年に全機が引退した。試作車のCC7000形は、2000年までに引退している。

## 速度記録
1954年2月19日、CC7121号機が3両の客車を牽引して、243km/hの速度記録を、電化間もないPLM本線のディジョン - ボーヌの間のヴジョー付近で出している。
さらに1955年3月28日、CC7107号機が、当時の世界最高速度となる、326km/hの記録を出している。この記録は、翌日の試運転でBB9004号機が331km/hの記録を出したため、わずか1日のみの記録ではあったが、フランスの鉄道技術水準の高さを世界に知らしめる事となった。

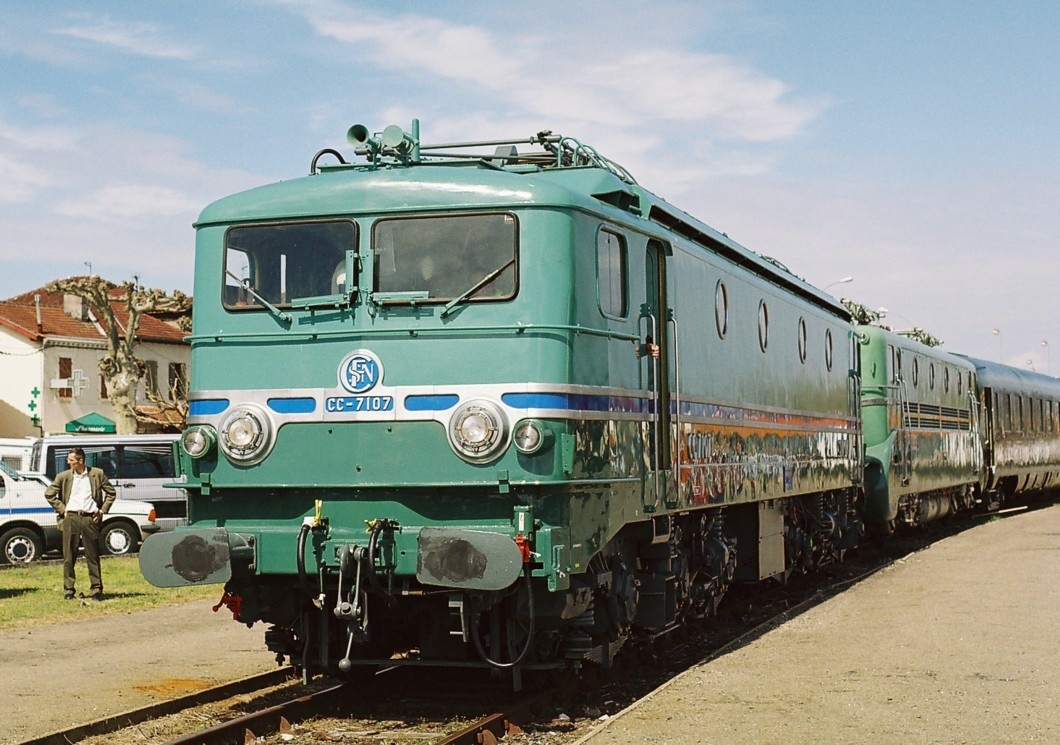
記録を打ち立てたCC7107機

記録機CC7107号機は現在、ミュルーズのフランス鉄道博物館に、BB9004号機と共に保存されている。
2006年9月2日にはドイツで、オーストリア連邦鉄道（ÖBB）の電気機関車"Taurus" 1216 050号機が、ニュルンベルク～インゴルシュタット高速新線上で357km/hの速度を記録し、電気機関車としては51年ぶりの世界記録更新となったが、同日に高速新線上のKinding駅にて、記録更新機ÖBB 1216 050号機や、51年前の記録機SNCF BB9004号機と共に、CC7107号機も展示され、半世紀の時を超えた「競演」が実現した。

## 派生系列

### オランダ国鉄1300形電気機関車

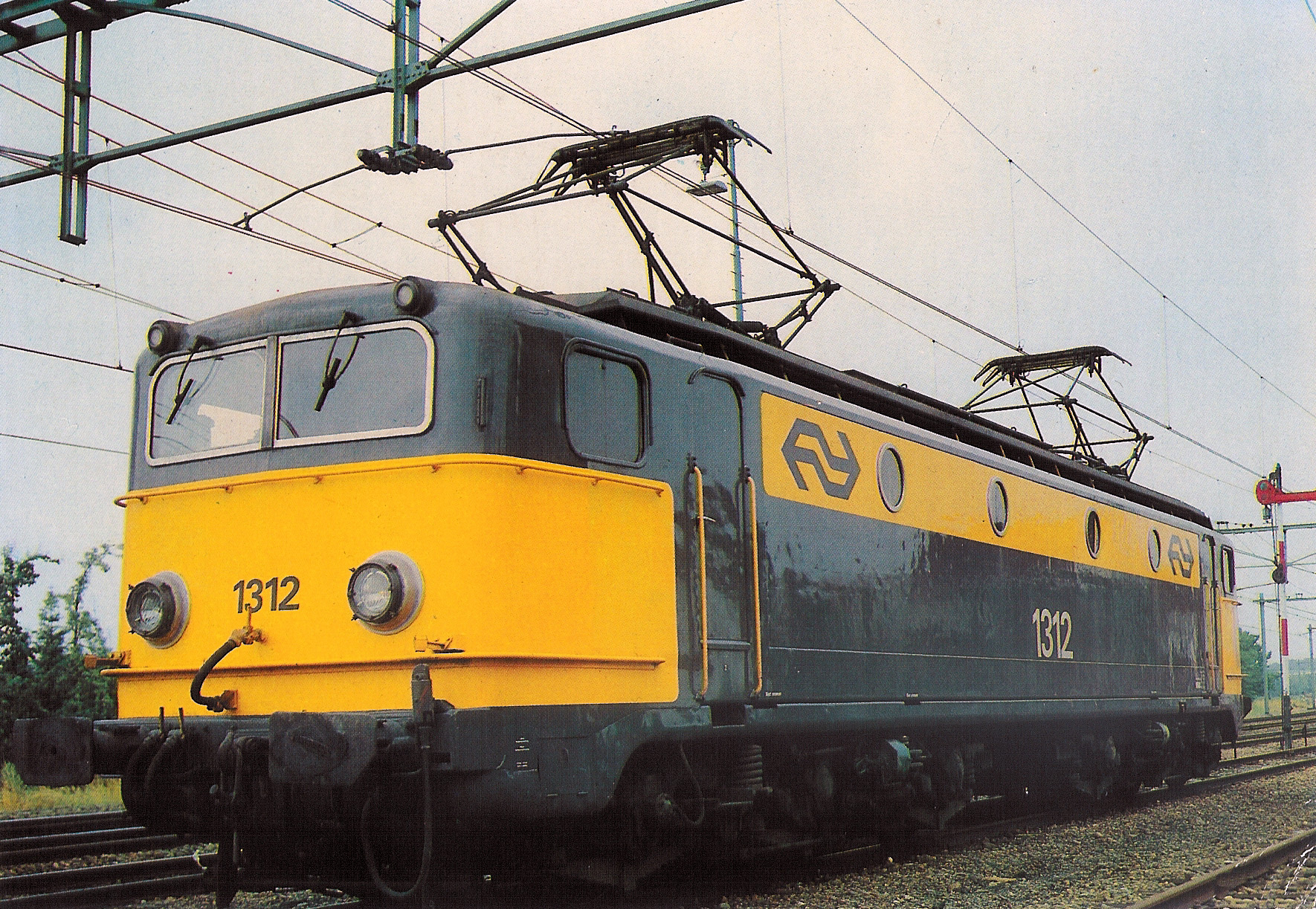
オランダ国鉄1300形機関車

オランダ国鉄（当時）（NS）の1300形電気機関車は、CC7100形をベースとして、1952年～1956年に16両が、アルストムで製造された。
直流1500V対応、最高速度130km/h、定格出力3,159kWとなっている。
当初は濃青色に、晩年は黄色に塗装された。
1両（1303号機）は、製造の翌年に事故廃車となっており、16両が同時に揃うことはなかった。
2001年までに全機が引退した。

### スペイン国鉄276形電気機関車

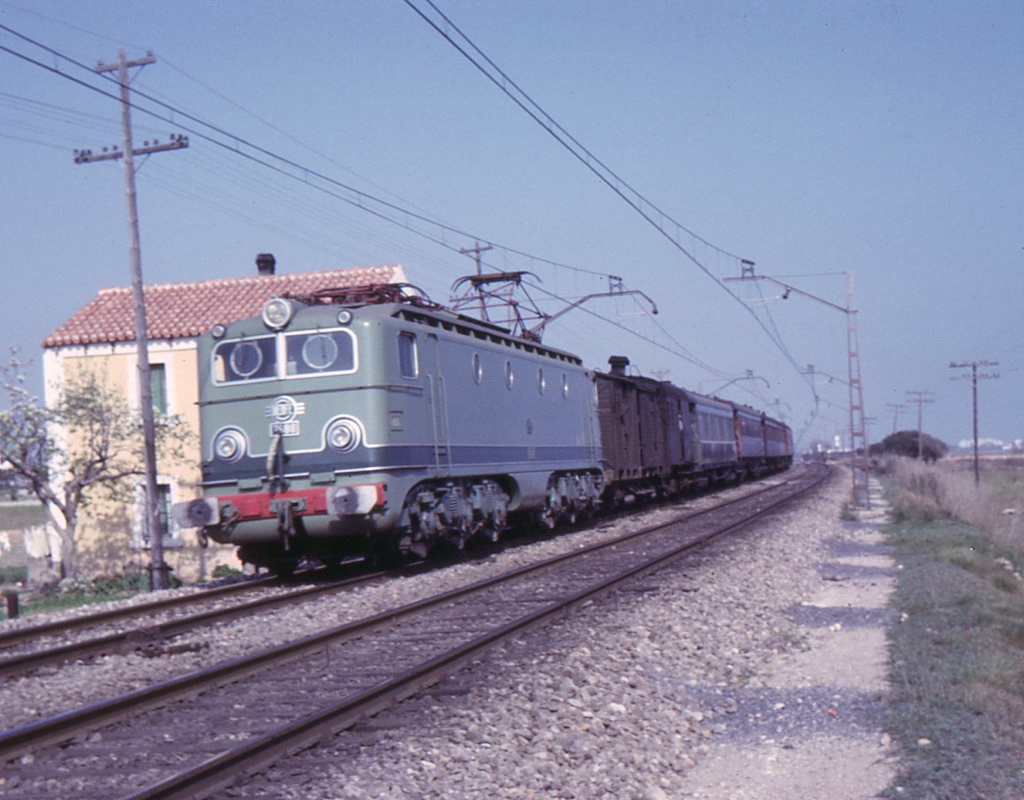
スペイン国鉄276形機関車

スペイン国鉄（当時）（RENFE）の276形電気機関車は、CC7100形をベースとして、1956年～1965年に136両が、アルストムやスペインの車両メーカー（CAF, MTM, MACOSA y S.E.C. Naval）で製造された。製造当初は7600形、8600形を名乗った。
直流3,000V対応、軌間1,668mm、最高速度110km/h、定格出力2,200kWとなっている。
一部の機関車はタルゴ牽引用の装備を備えたほか、リニューアル改造車（276.2形）も存在した。
2007年現在、全機が引退している。

## 保存機
- CC 7002 : Ambérieu
- CC 7102 : Ambérieu
- CC 7106 : Ambérieu
- CC 7107 : フランス鉄道博物館（Mulhouse à la Cité du train）
- CC 7121 : Miramas
- CC 7140 : Breil-sur-Roya

## 主要諸元（CC7100形）
- 最高速度 : 150km/h（製造時）／140km/h
- 定格出力 : 3,490kW（CC7101～CC7143）/3,240kW（CC7144～CC7158）
- 電源方式 : 直流1,500V
- 軸配置 : 6動軸 (C-C)
- 全長: 18,922mm
- 自重 : 107t（CC7101～CC7143）/106t（CC7144～CC7158）
- 軸重 : 17.8t
- 製造両数 : 58両
- 製造所 : アルストム・Fives-Lille・CEM